# 27e division de fusiliers motorisés de la Garde
Pour les articles homonymes, voir 27e division.
La 27e division de fusiliers motorisés de la Garde (en russe : 27-я гвардейская мотострелковая дивизия, abrégé en russe : 2 гв. мсд), de son nom complet la 27e division de fusiliers motorisés de la Garde Omsko-Novobugskaïa des ordres du Drapeau rouge et de de Bogdan Khmelnitski (en russe : 27-я гвардейская мотострелковая Омско-Новобургская Краснознамённая ордена Богдана Хмельницкого дивизия), numéro d'unité militaire 12128, est une unité des forces terrestres russes.
Basée dans l'oblast d'Orenbourg, l'ancienne 21e brigade de fusiliers motorisés est formée le 1er juin 2009 à la suite de la réforme militaire russe de 2008. En 2014, la brigade est impliquée dans l'intervention militaire russe en Ukraine.

## Histoire

### Seconde Guerre mondiale
La division tire son histoire de la 75e brigade de fusiliers de la marine, formée à la fin 1941 lors de l'opération Barbarossa. Elle fait alors partie de la 3e armée de choc du front de Kalinine en 1942. Elle est engagée lors la bataille de Moscou participant aux opérations de contre-offensive. Pour ses performances au combat, elle devient la 3e brigade de fusiliers de la Garde en mars 1942. Après avoir passé tout son temps en réserve, elle devient la 27e division de fusiliers de la Garde en avril-mai 1942. Dans le but de préserver les traditions de combat et révolutionnaires des formations précédentes, le nom « Omsk » que portait auparavant la 27e division de fusiliers pendant la guerre civile russe est donné à la nouvelle division. Il comprend le 76e régiment de fusiliers de la Garde (russe : 76-й гвардейский стрелковый полк), unité prédécesseure de l'actuelle 15e brigade de fusiliers motorisés de la Garde.
À la fin de l'été 1942, la division est envoyée d'urgence dans le sud pour aider à stopper l'offensive allemande dans le nord du Caucase et à Stalingrad. Elle participe à la destruction de la 6e armée allemande pendant l'hiver 1942/43. Pendant la Seconde Guerre mondiale, la division fait successivement partie de la 4e armée de chars, de la 1re armée de la Garde, de la 24e armée, de la 66e armée, de la 65e armée et, à partir de février 1943, de la 62e armée. En avril 1942, la 62e armée devient la 8e armée de la Garde. En juillet 1942, la division fait partie de la 58e armée du front de Kalinine, aux côtés de la 16e division de fusiliers de la Garde et de deux autres divisions de fusiliers. La division est de retour avec la 8e armée de la garde du 1er front biélorusse en mai 1945.
Après la bataille de Stalingrad, la division participe aux opérations en Ukraine sur l'axe Izioum-Barvenkovo, le Donbass, Zaporijjia, Nikopol-Krivoï Rog, Bereznegova-Snigirovka, Odessa. Elle est ensuite impliquée dans l'offensive de Lublin-Brest, au siège de Posen et à la bataille de Berlin. Pour ses services au combat, la division reçoit le titre honorifique « de Novoboug » en mars 1944, puis l' ordre du Drapeau rouge et l'ordre de Bogdan Khmelnitski de 2e classe. Plus de 10 000 de ses soldats ont reçu des récompenses et des médailles, et 7 ont reçu le titre de Héros de l'Union soviétique.

### Après-guerre
Depuis 1945, la division fait partie du Groupe des forces soviétiques en Allemagne, où elle devient la 21e division mécanisée de la Garde, puis la 21e division motorisée de la Garde le 17 mai 1957. Le 17 novembre 1964, elle est renommée 27e division motorisée de la Garde. Elle reste en Allemagne jusqu'en mai 1991, date à laquelle elle est retirée à Totskoïe dans le district militaire Volga-Oural. 
Ces unités effectuent des missions de maintien de la paix lors de conflit géorgien-ossète, du conflit abkhaze-géorgien, en Transnistrie. Elle est impliquée dans la Seconde guerre de Tchétchénie. Le 506e régiment de fusiliers motorisés de la Garde a participé à bataille de Grozny de 2000. Le 1er janvier 2009, dans le cadre de la réorganisation, la division est rebaptisée 21e brigade de fusiliers motorisés.

### Guerre russo-ukrainienne
En août 2014, les unités de la brigade combattent lors de la bataille d'Ilovaïsk. Le 29 août, lors d'une tentative de percée ukrainienne depuis la ville, une colonne « nord » des forces ukrainiennes engage le combat avec les troupes de la 21e brigade sur une route entre les villages de Voznesenka et Horbatenko. Un char ukrainien T-64 et plusieurs blindés BMP-2 de la 51e brigade mécanisée parviennent à détruire deux chars T-72BA,, et un BMP-2 de la 21e brigade de fusiliers motorisés. Un autre char T-72BA de la 21e brigade est détruit près du village de Koumatchove, vraisemblablement par une frappe de missile Totchka-U de la 19e brigade de missiles. Selon un briefing du quartier général ukrainien tenu le 11 mars 2015, les unités de la 21e brigade de fusiliers motorisés opèrent près de Ienakiieve, en Ukraine.

#### Invasion russe de l'Ukraine
Lors de l'Invasion de l'Ukraine par la Russie, la 21e brigade avec l’ensemble de la 2e armée de chars de la Garde pénètre dans l'Oblast de Soumy. Ces unités se dirigent vers Kiev en passant par Konotop où elles subissent leurs premiers accrochages. La brigade est ensuite mise en échec à l'est de Brovary près des villages de Pershe Travnia et Lukianvka puis à Nijyn où elle subit des pertes importantes. Des corps de soldats, apparemment de l'unité ayant été tués lors de l'invasion russe de l'Ukraine en 2022 près de Roussaniv, faisaient partie d'un échange effectué contre deux soldats ukrainiens capturés en mars 2022. La brigade est ensuite déployée dans le secteur d'Izioum-Sloviansk d'où elle se retire après la contre-offensive de Kharkiv se positionnant devant la ligne Svatove-Kreminna. À partir du 10 octobre 2023, la brigade participe à l'offensive d'Avdiïvka. Elle tente d'encercler la ville en attaquant du côté de Stepove et Krasnohorivka où elle subit de lourdes pertes. Au printemps 2024, la 27e division de fusiliers motorisés de la Garde est reformée, la 21e brigade s'agrandissant et reprenant son nom historique. La division poursuit alors les opérations en direction de Pokrovsk, oblast de Donetsk.